# Kopimizmus Egyháza

Kopimista szimbólum piramisban

Ctrl-C, Ctrl-V

Kopimizmus Missziós Egyháza (eredeti nyelven: Det Missionerande Kopimistsamfundet; angolul: Missionary Church of Kopimism), Isak Gerson, egy 19 éves filozófiahallgató által létrehozott gyülekezet. Az egyház lényege, hogy az információ áramlása és átadása ingyenes, cserélgetése jogszerű, sőt kívánatos.
Az egyházat Svédországban alapították, a svéd Kammarkollegiet (Pénzügyi és Adminisztrációs Ügynökség) jegyezte be.
A The Pirate Bay nevű fájlmegosztó oldal is az egyház neve alatt működik.

## Irányelvei
A vallás követőit kopimistáknak nevezik az angol „copy” (másolás) szóból, amelynek gyökerei visszavezethetőek a Bibliára.
Imitate me, just as I imitate Christ.
Legyetek az én követőim, mint én is a Krisztusé. - 1Kor 11,1
Kopimisták fordításában:
Copy me, my brothers, just as I copy Christ himself.
Másolj engem, testvérem, ahogy én másolom Krisztust.
A "kopimista" az a személy, akinek filozófiai meggyőződése, hogy minden információ korlátlan és szabadon terjeszthető. Ez a filozófia ellenzi a privatizációt (pl. szerzői jog) és bátorít a fájl másolás és megosztás minden formájára (zenék, filmek, TV műsorok, szoftverek).
Az egyház szerint "Hitünk a kommunikáció, ami szent." Nem hisznek semmilyen Istenben vagy bármilyen természetfelettiben, írják honlapjukon. Szent szimbólumuknak a "Ctrl+C" és "Ctrl+V" ("Másol" és "Beilleszt") számítógépes billentyűkombinációkat választották.
A kopimuzmus egyszerűen:
- A tudás mindenkié.
- A tudás keresése szent.
- A tudás körforgása szent.
- A másolás törvénye szent.

A kopimuzmus szerint:
- Az információ másolása erkölcsileg helyes.
- Az információ terjesztése erkölcsileg helyes.
- A másolás kiegészítése szent fajtája a másolásnak, több, mint tökéletes, mert a digitális másolás kiterjeszti és javítja az információt.
- A másolás vagy más által közölt információ kiegészítése egy tiszteletre méltó cselekvés, erős kifejezése és elfogadása a Kopimista hitnek.
- Az Internet szent.
- A kód a törvény.

Svédország 2012. január 5-én legális egyháznak fogadta el a Kopimista Missziós Egyházat.

## Információcsere más vallásokban
- A Szentlélek általi tudás ajándéka nyilvánvalóan nem a másolásra, illetve az információ megosztására utal.
- A Biblia szerint, a világ minden tudása hasztalan a szeretet vágya nélkül:

És ha jövendőt tudok is mondani, és minden titkot és minden tudományt ismerek is; és ha egész hitem van is, úgyannyira, hogy hegyeket mozdíthatok ki helyökről, szeretet pedig nincsen én bennem, semmi vagyok. - 1Kor 13,2
És azért imádkozom, hogy a ti szeretetetek még jobban-jobban bővelkedjék ismeretben és minden értelmességben - Fil 1,9
- A Bibliában a tudás áramlásának akadályozása, az emberiség pusztulását jelenti:

Elvész az én népem, mivelhogy tudomány nélkül való. Mivelhogy te megvetetted a tudományt, én is megvetlek téged, hogy papom ne légy. És mivelhogy elfeledkeztél Istened törvényéről, elfeledkezem én is a te fiaidról. - Hós 4,6
- Vidya Daan(विद्या दान) lefordítva Jótékony tudás, a dharmikus vallás egyik tétele, amely szintén értékeli a tudásmegosztást.
- 'Gyan jóga/Jnana jóga(ज्ञान योग)lefordítva az Ismeretek gyakorlása vagy a Tudás útja, az Igaz tudás keresése a dharmikus vallásban.
- A hinduizmusban az Igaz tudás egy formája az Istennek, és minden tudás írott vagy rögzített, amit meg kell védeni az ismeretlenségtől:

अपूर्व: कोपि कोशोयं विद्यते तव भारति |
व्ययतो वॄद्धिम् आयाति क्षयम् आयाति संचयात् ||
Oh Saraswati istennő, a te tudásod kincse (Vidya) valóban nagyon csodálatos. Ha használt (megosztott) növekszik, ha fel nem használt (elhomályosított) csökken.
- Mohamed próféta azt mondta: A bölcsesség az elveszett híveké. Bárhol is találják meg, joguk van, hogy az övüké legyen.

## Külső hivatkozások
- Gépnarancs: Ahol a fájlmegosztás egyházi rangra emelkedett[halott link]
- Det Missionerande Kopimistsamfundet
- Kopimi Archiválva 2012. január 23-i dátummal a Wayback Machine-ben
- Collective Conciousness